# Министр местного самоуправления Великобритании
Министр местного самоуправления Великобритании, точнее Председатель Совета местного самоуправления (англ. President of the Local Government Board) — бывшая министерская должностью, часто в составе кабинета министров Соединённого королевства, учреждённая в 1871 году. Сам Совет местного самоуправления был учреждён в 1871 году и взял на себя надзорные функции от Министерства торговли и Министерства внутренних дел, включая службу закона о местного самоуправления, которая была учреждена Законом о местном самоуправлении 1858 года, а также Совет по законодательству о бедных, который он заменил.
Должность была упразднена в 1919 году после Первой мировой войны, а обязанности переданы новой должности министра здравоохранения.

## Министры местного самоуправления 1871 — 1919
- Джеймс Стэнсфелд — (1871—1874)[2][3];
- Джордж Склейтер-Бут — (1874—1880)[4];
- Джон Джордж Додсон — (1880—1882)[5];
- Чарльз Дилк — (1882—1885)[2];
- Артур Бальфур — (1885—1886)[2];
- Джозеф Чемберлен — (1886)[2];
- Джордж Склейтер-Бут — (1886)[2];
- Чарльз Ритчи — (1886—1892)[2];
- Генри Фаулер — (1892—1894)[2];
- Джордж Шоу-Лефевр — (1894—1895)[2];
- Генри Чаплин — (1895—1900)[2];
- Уолтер Лонг — (1900—1905)[2];
- Джеральд Бальфур — (1905)[2];
- Джон Бёрнс — (1905—1914)[6];
- Герберт Сэмюэл — (1914—1915)[2];
- Уолтер Лонг — (1915—1916)[2];
- Дэвид Альфред Томас, 1-й барон Рондда — (1916—1917)[7];
- Уильям Хейс Фишер — (1917—1918)[8];
- Окленд Кэмпбелл Геддес — (1918—1919)[2];
- Кристофер Эддисон — (1919)[2].